# Jo Deseure
Jo Deseure, née en France le 9 janvier 1948,, est une actrice belge de théâtre et de cinéma.

## Biographie
Après avoir développé un intérêt pour le théâtre, Deseure s'inscrit à l'Institut supérieur des arts du spectacle de Bruxelles et en sort diplômée en 1984. Elle se lance ensuite dans le théâtre et devient interprète régulière de la Compagnie des Bosons à Ixelles.
Elle fait ses débuts au cinéma dans Toto le héros (1991), un film dramatique réalisé par Jaco Van Dormael. Depuis, Deseure est apparue dans Mon ange (2004), Sœur Sourire (2009), Sans laisser de traces (2010) et Une vie démente (2020). Ce dernier film lui a valu un Magritte de la meilleure actrice.

## Filmographie partielle

### Au cinéma
- 1991 : Toto le héros : la vendeuse
- 2004 : Mon ange : Berg
- 2005 : Une aventure de Xavier Giannoli : la mère de Cécile
- 2009 : Rencontre(s) : (court métrage)
- 2009 : Sœur Sourire : Gabrielle Deckers
- 2010 : Sans laisser de traces : mère Étienne
- 2011 : Le Petit Chevalier : la juge pour enfants (court métrage)
- 2012 : Le Syndrome du cornichon : (court métrage)
- 2012 : Tout comme les princes : (court métrage)
- 2015 : Un homme à la mer : Christine
- 2020 : Une vie démente : Suzanne Merteens
- 2022 : Neuf pour cent : Dorothée (court métrage)
- Krump  : la mère (en post-production)

### À la télévision
- 2022 : Pandore : Thérèse Mahy (série télévisée, 4 épisodes)

### À la radio
- 2009 : Portraits en forme de nuage qui passe, un texte de Laurent Georjin, sur  La Première (RTBF)
- 2018 : Dans l'absence de Kathy[5], un texte de Laurent Georjin, sur La Première (RTBF)

## Distinctions

### Prix de cinéma
- 2015 : nomination au Prix Magritte de la meilleure actrice pour son rôle de Christine dans Un homme à la mer
- 2020 : pour son rôle de Suzanne Merteens dans Une vie démente :
  - Prix Chistera de la meilleure actrice
  - Prix Magritte de la meilleure actrice

### Prix de théâtre
- 2004 : Aïda vaincue de René Kalisky : meilleure comédienne